# Dillard (Oregon)
Dillard az Amerikai Egyesült Államok északnyugati részén, Oregon állam Douglas megyéjében, Winstontól délre elhelyezkedő statisztikai település. A 2010. évi népszámláláskor 478 lakosa volt. Területe 3,1 km², melynek 100%-a szárazföld.

## Éghajlat
A város éghajlata a Köppen-skála szerint mediterrán (Csb-vel jelölve). A legcsapadékosabb hónap december, a legszárazabb időszak pedig a július–augusztus. A legmelegebb hónap július és augusztus, a leghidegebb pedig december.
| Hónap                         | Jan.  | Feb.  | Már. | Ápr. | Máj. | Jún. | Júl. | Aug. | Szep. | Okt. | Nov.  | Dec.  | Év    |
| ----------------------------- | ----- | ----- | ---- | ---- | ---- | ---- | ---- | ---- | ----- | ---- | ----- | ----- | ----- |
| Rekord max. hőmérséklet (°C)  | 22,2  | 25,6  | 29,4 | 35,0 | 41,7 | 41,1 | 43,9 | 43,3 | 40,6  | 38,3 | 26,1  | 22,8  | 43,9  |
| Átlagos max. hőmérséklet (°C) | 10,6  | 12,8  | 15,6 | 18,3 | 22,2 | 25,6 | 30,6 | 30,6 | 27,8  | 20,6 | 13,3  | 9,4   | 19,8  |
| Átlaghőmérséklet (°C)         | 6,4   | 7,5   | 9,5  | 11,6 | 15,0 | 15,6 | 21,7 | 21,7 | 18,9  | 13,7 | 8,9   | 5,8   | 13,1  |
| Átlagos min. hőmérséklet (°C) | 2,2   | 2,2   | 3,3  | 5,0  | 7,8  | 10,6 | 12,8 | 12,8 | 10,0  | 6,7  | 4,4   | 2,2   | 6,7   |
| Rekord min. hőmérséklet (°C)  | −12,8 | −16,1 | −4,4 | −3,3 | −1,7 | 2,2  | 5,0  | 5,0  | 1,1   | −6,1 | −11,1 | −16,1 | −16,1 |
| Átl. csapadékmennyiség (mm)   | 126   | 99    | 90   | 70   | 54   | 25   | 10   | 11   | 23    | 57   | 138   | 157   | 860   |
| Forrás: The Weather Channel   |       |       |      |      |      |      |      |      |       |      |       |       |       |

## Népesség
A 2010-es népszámláláskor  478 lakója, 177 háztartása és 126 családja volt. A népsűrűség 154,2 fő/km2. A lakóegységek száma 183, sűrűségük 59 db/km2. A lakosok 89,3%-a fehér, 0,6%-a afroamerikai, 1,7%-a indián, 0,4%-a ázsiai, 0,2%-a a Csendes-óceáni szigetekről származik, 2,5%-a egyéb, 5,2%-a pedig kettő vagy több etnikumú. A spanyol vagy latino származásúak aránya 4,8% (4,2% mexikói,   0,6% egyéb spanyol vagy latino származású.)
A háztartások 23,2%-ában élt 18 évnél fiatalabb. 48,6% házas, 16,4% egyedülálló nő, 6,2% egyedülálló férfi, 28,8% pedig nem család. 16,4% egyedül élt; 6,4%-uk 65 éves vagy idősebb. Egy háztartásban átlagosan 2,7 személy élt; a családok átlagmérete 3 fő.
A medián életkor 40,1 év volt. Lakóinak 22,8%-a 18 évesnél fiatalabb, 6,3% 18 és 24 év közötti, 24,1%-uk 25 és 44 év közötti, 30,3%-uk 45 és 64 év közötti, 14,2%-uk pedig 65 éves vagy idősebb. A lakosok 48,3%-a férfi, 51,7%-a pedig nő.

## Fordítás
Ez a szócikk részben vagy egészben  a   Dillard, Oregon című angol Wikipédia-szócikk ezen változatának fordításán alapul.  Az eredeti cikk szerkesztőit annak laptörténete sorolja fel. Ez a jelzés csupán a megfogalmazás eredetét és a szerzői jogokat jelzi, nem szolgál a cikkben szereplő információk forrásmegjelöléseként.